# Делеуша
Делеуша (серб. Делеуша / Deleuša) — село в общине Билеча Республики Сербской Боснии и Герцеговины. Население составляет 36 человек по переписи 2013 года.

## Население[3]
Население по годам:
- 1948 год — 104 человека
- 1953 год — 107 человек
- 1961 год — 105 человек
- 1971 год — 92 человека
- 1981 год — 78 человек (все сербы)
- 1991 год — 51 человек (все сербы)